# Vũ Văn Đức
Vũ Văn Đức (sinh 1954)  là một sĩ quan cấp cao trong Quân đội nhân dân Việt Nam, hàm Trung tướng, nguyên Chính ủy Học viện Hậu cần (2010-2014)

## Thân thế và sự nghiệp
- Ông sinh năm 1954 tại xã Đức Giang, huyện Yên Dũng, tỉnh Bắc Giang
- Năm 1971, Nhập ngũ, huấn luyện Chiến sĩ mới tại Thuận Thành, Bắc Ninh
- Năm 1972, ông tham gia chiến đấu ở Tây Ninh.
- Năm 1974, ông giữ chức vụ Tiểu đội trưởng thông tin
- Năm 1975, học Sĩ quan Tham mưu tại Trường Sĩ quan Lục quân 1
- Năm 1979, tốt nghiệp ra trường phong quân hàm Trung úy rồi tham gia chiến đấu chiến tranh biên giới Việt-Trung tại Vị Xuyên, Bắc Giang.
- Năm 1982, ông được điều động về công tác tại Trường Sĩ quan Lục quân 1
- Năm 1986, học Học viện Chính trị Quân sự
- Năm 1989, tốt nghiệp Học viện Chính trị Quân sự được điều động về công tác tại Học viện Hậu cần
- Thạc sĩ (1996), Tiến sĩ (2002)
- Từ năm 1996 đến năm 2010, ông đảm nhiệm các chức vụ Chủ nhiệm khoa Công tác Đảng-Công tác Chính trị (Học viện Hậu cần), rồi Cục phó Cục Chính trị Quân khu 1 và Phó Chính ủy Học viện Hậu cần
- Năm 2010, bổ nhiệm giữ chức vụ Chính ủy Học viện Hậu cần
- Năm 2014, nghỉ hưu
- Thiếu tướng (2010), Trung tướng (2014)